# 1499
1499 (MCDXCIX) je bilo navadno leto, ki se je po julijanskem koledarju začelo na torek.

## Dogodki
- Švica postane neodvisna republika

## Rojstva
- 20. januar - Sebastian Franck, nemški humanist, reformator in mistik  († 1543)

Neznan datum
- Krištof Korvin, ogrska princ (†  1505)
- Niccolo Fontana Tartaglia, italijanski matematik, fizik, inženir, geometer (morda tudi 1500) († 1557)

## Smrti
- 1. oktober - Marsiglio Ficino, italijanski humanist, zdravnik in filozof (* 1433)